# Rondibilis bastiana
Rondibilis bastiana är en skalbaggsart som beskrevs av Stefan von Breuning 1961. Rondibilis bastiana ingår i släktet Rondibilis och familjen långhorningar. Inga underarter finns listade i Catalogue of Life.